# Taha Yassin Ramadan
Taha Yassin Ramadan al-Jizrawi (arabiska: طه ياسين رمضان الجزراوي), född 22 februari 1938, död 20 mars 2007, var en Irakisk politiker, Iraks vicepresident.

## Biografi
Han föddes i Mosul, Irak, i en familj med abbasidiska rötter. Hans fullständiga namn var Taha Yassin Ramadan Al-Ahmad Mahmoud Muhammad Al-Abbasi. Han studerade senare vid Militärhögskolan i Bagdad. Det var också där han kom i kontakt och gick med i Baathpartiet (1956). Saddam Hussein, som också var med i partiet, och Ramadan blev där goda vänner och efter att Baathpartiet fick större inflytande, omkring 1968, tilldelades han posten som en av cheferna för den kommande revolutionen. Med åren blev Baathpartiet starkare, och runt 1979, samma år som Saddam Hussein tog över som partiledare och president för Irak, hade medlemsantalet ökat till en miljon, jämfört med 1968 då det fanns ca 5000 medlemmar. 1991 blev Ramadan utnämnd till Iraks vicepresident under Saddam Hussein. Dessförinnan hade han haft uppdrag som finansminister och industriminister.

## Iran–Irak-kriget
Ramadan stödde Saddam Husseins åtta år långa krig mot Iran. 1983 uppmanade Ramadan Iraks befolkning av donera smycken och besparingar för att hjälpa Irak. Det sas att allt som donerades skulle ges tillbaka, i form av pengar, efter krigets slut. Inget återlämnades.

## Tvivlet mot FN
I uppstarten av Irakkriget, i frågan om huruvida Irak hade massförstörelsevapen anklagade Ramadan FN att amerikanska och israeliska styrkor var spioner. Han hotade att skjuta ner de allierades inkommande flyg på irakiskt luftrum.

## Tillfångatagandet och domen
Efter Saddam Husseins fall flydde Ramadan till Mosul, och greps där den 13 augusti 2003. Den sista november samma år anklagades han för delaktighet i folkmordet på 148 shiiter under 1980-talet, samma brott som Saddam Hussein blev anklagad och dömd till döden för. Ramadan blev först dömd till livstids fängelse, men veckan efter ändrade domstolen sitt beslut och den 12 februari 2007 dömdes han till döden. Domen verkställdes 20 mars 2007.